# Richard Henning
Richard Garth Henning (nacido el 17 de octubre de 1964) es un prelado estadounidense de la Iglesia católica que ha sido nombrado arzobispo de la Arquidiócesis de Boston. Es obispo de Providence desde mayo de 2023, después de medio año como coadjutor allí hasta que fue nombrado Arzobispo de Boston.  Henning se desempeñó anteriormente como obispo auxiliar de la Diócesis de Rockville Centre de 2018 a 2022.
Su instalación en Boston está prevista para el 31 de octubre de 2024.

## Biografía

### Primeros años de vida
Richard Henning nació el 17 de octubre de 1964, hijo de Richard y Maureen Henning en Rockville Centre, Nueva York, y creció en la parroquia Santo Nombre de María. Su padre era bombero y su madre enfermera. Henning atribuye sus ejemplos de servicio a la inspiración de su propia vocación. Se graduó de Chaminade High School en Mineola, Nueva York en 1982.
Henning obtuvo una licenciatura en historia en 1986 y una maestría en historia de la Universidad de St. John en la ciudad de Nueva York en 1988. Después de graduarse, ingresó al Seminario de la Inmaculada Concepción en Lloyd Harbor, Nueva York, para recibir formación sacerdotal.

### Sacerdocio
El 30 de mayo de 1992, Henning fue ordenado sacerdote para la Diócesis de Rockville Centre por el obispo John R. McGann en la Catedral de Santa Inés en Rockville Centre.  Sirvió en una parroquia en Port Washington durante cinco años antes de ser enviado por su obispo para realizar estudios de posgrado en Sagrada Escritura en la Universidad Católica de América en Washington D. C., donde obtuvo su maestría en Teología bíblica en 2000. Luego pasó los dos años siguientes en Roma estudiando para obtener un doctorado en teología bíblica en la Universidad Pontificia de Santo Tomás de Aquino, que completó en 2007.
En 2002, se convirtió en profesor de Sagrada Escritura en el Seminario de la Inmaculada Concepción en Huntington, Nueva York. Allí enseñó la materia durante 10 años. En 2012, se convirtió en el rector del seminario, supervisando la transición de seminario a centro de retiros y conferencias, y el director inaugural del Instituto del Sagrado Corazón para la Formación Continua del Clero, sirviendo en ambos cargos hasta 2018.  Fue nombrado Vicario de Planificación Pastoral en 2018 y Vicario para el Clero en la Diócesis de Rockville Centre en 2021.

### Obispo Auxiliar de Rockville Centre
El papa Francisco nombró a Henning como obispo auxiliar de Rockville Centre el 8 de junio de 2018. Henning fue consagrado por el obispo John Barres en la Catedral de Santa Inés el 24 de julio de 2018, con los obispos William Murphy y Robert J. Brennan como co-consagradores.

### Obispo Coadjutor y Obispo de Providence
El 23 de noviembre de 2022, Francisco nombró a Henning como obispo coadjutor de Providence para ayudar al obispo Thomas J. Tobin. Fue instalado el 26 de enero de 2023. Henning sucedió como obispo de Providence el 1 de mayo de 2023, cuando Tobin se jubiló.
Henning habla español e italiano con fluidez y sabe leer y escribir francés, griego y hebreo.

### Arzobispo de Boston
El 5 de agosto de 2024, el Papa Francisco nombró a Henning para suceder a Seán Patrick O'Malley como arzobispo de Boston.   Su toma de posesión está prevista para el 31 de octubre de 2024.